# 多可町立中町南小学校
 多可町立中町南小学校（たかちょうりつなかちょうみなみしょうがっこう）は、兵庫県多可郡多可町中区森本にある公立小学校。

## 概要
多可町中区の南部を校区とし、農業と先染綿織物業を中心産業とする地域。平安時代宮廷で闘鶏に用いられた赤柏と呼ばれる日本鶏の末裔で、日本でも歴史を持つ「播州柏」を飼育している。この鶏を使って、昔行われていた「鶏合わせ」を復活させ、毎年町で行われる観月会で披露している。
また、2代目のメリー人形があり、大切に保管されている。協立尋常小学校が前身となりその後、町村合併や町制施行により、2005年11月1日に中町、加美町、八千代町の合併により多可町が発足、多可町立中町南小学校と改称した。

## 沿革
- 1872年（明治5年）8月 - 前身校、開校（巴流・稲成・安田の各小学校）
- 1892年（明治25年）5月1日 - 「協立尋常小学校」校舎落成、創立の年
- 1924年（大正13年）4月1日 - 中村が町制施行して中町となる
- 1941年（[昭和]16年）4月1日 - 1941年4月1日の国民学校令により、中町第一国民学校と改称
- 1947年（昭和22年）4月1日 - 1947年4月1日の学制改革により、中町第一小学校と改称
- 1959年（昭和34年）4月 - 3階建て校舎（北校舎）新築
- 1963年（昭和38年）4月 - 中町立中町南小学校と改称
- 1963年（昭和38年）? - 体育館竣工
- 1966年（昭和41年）3月 - 中校舎竣工
- 1968年（昭和43年）7月 - プール竣工
- 1975年（昭和50年）3月 - 南校舎竣工
- 1990年（平成2年）4月 - 屋内体育館改築
- 1990年（平成2年）7月 - 第１期 校舎大規模改修
- 1991年（平成3年）7月 - 第2期 校舎大規模改修
- 1992年（平成4年）7月 - 第3期 校舎大規模改修
- 1993年（平成5年）7月 - 第4期 校舎大規模改修
- 1995年（平成7年）1月 - 阪神大震災により7名の児童が転入
- 1995年（平成7年）3月 - 第2代目メリー人形を迎え68年ぶりの雛祭り開催[2]
- 1995年（平成7年）9月 - 南校舎大規模改修
- 2002年（平成14年）8月 - 北校舎地震補強
- 2004年（平成16年）3月 - プール改修
- 2005年（平成17年）11月1日 - 中町、加美町、八千代町の合併により多可町が発足、多可町立中町南小学校と改称
- 2008年（平成20年）8月 - 中校舎地震補強・大規模改修
- 2017年（平成29年）10月 - 北棟改修工事

## 教育目標
『 いのちと人権を大切にし、共に学び高め合う、こころ豊かでたくましい中南っ子の育成 ～やさしく、かしこく、たくましく～ 』

## 学校行事
| - 4月 始業式、入学式 - 5月 交通安全教室 - 6月 自然学校 | - 7月 終業式 - 8月 - 9月 始業式 、運動会 | - 10月 修学旅行 - 11月 マラソン大会 - 12月 終業式 | - 1月 始業式 - 2月 - 3月 卒業式、修了式 |

## 通学区域
- 中区（高岸、奥中、徳畑、茂利、中村町、安坂、糀屋、坂本、曽我井、森本、西安田、中安田、東安田）[3]

## 進学先中学校
- 公立中学校の進学は 多可町立中町中学校

## 交通
- 路線バス
  - JR西日本加古川線西脇市駅から約43分 安坂南バス停下車 徒歩約2分（200メートル）
- 自動車
  - 国道427号沿いに坂本交差点を北に約1キロメートル